# Nadleśnictwo Lubliniec

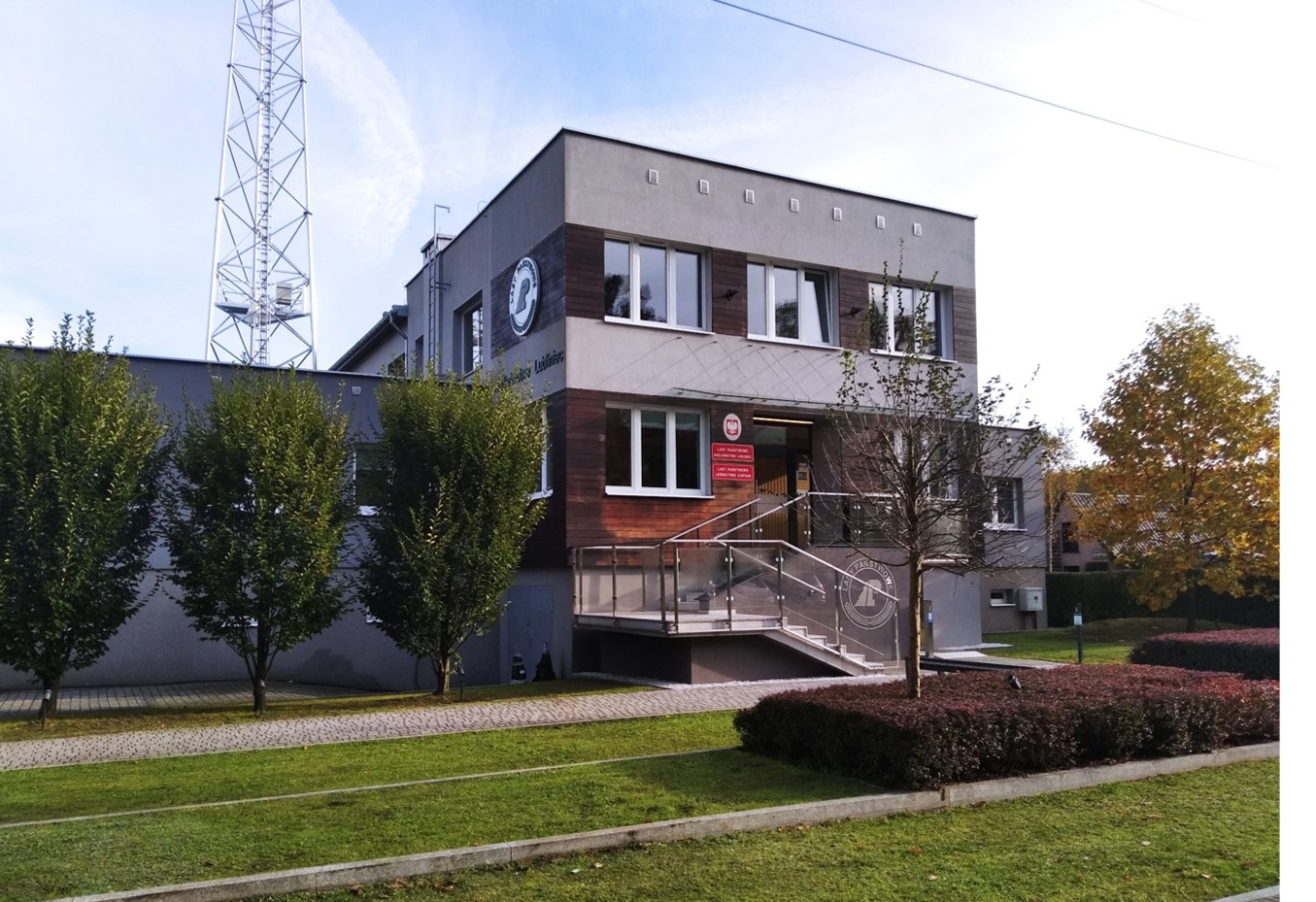
Siedziba Nadleśnictwa Lubliniec

Nadleśnictwo Lubliniec – jednostka organizacyjna Lasów Państwowych podległa Regionalnej Dyrekcji Lasów Państwowych w Katowicach położona na terenie województwa śląskiego (powiaty: kłobucki i lubliniecki) i opolskiego (powiat oleski). Nadleśnictwo sąsiaduje z nadleśnictwami: Herby, Koszęcin, Brynek, Zawadzkie, Opole i Olesno. Siedzibą Nadleśnictwa jest miasto Lubliniec.

## Historia Nadleśnictwa
Nadleśnictwo Lubliniec początkowo nazwane zostało jako Nadleśnictwo Państwowe Czarny Las lub według innych dokumentów – Nadleśnictwo Państwowe Czarnylas. Powstało ono w 1912 r. w wyniku sprzedaży dóbr rycerskich (Małe Droniowiczki) hrabiego Rogera von Scherr-Thossa Królewskiemu Pruskiemu Zarządowi Dóbr Leśnych; powstałe w ten sposób nadleśnictwo obejmowało obszar około 1 715 ha. Natomiast w 1922 r. utworzono pod tą samą nazwą już polskie nadleśnicwo, którego powierzchnia wzrosła do 4 182 ha, pierwszym nadleśniczym był Teodor Kałka. W 1945 r. dołączono lasy leśnictw Braszczok, Lubockie i Kochcice, które należały do Spółki Akcyjnej Kochschütz Estates Limited London pod zarządem plenipotenta – hrabiego von Ballestrema; wówczas nadleśnictwo obejmował 6 797 ha. W latach 1946–1949 podczas tyczenia granic przekazano nadleśnictwu lasy dawniej należące do księcia Carla von Hohenlohe-Ingelfingen z Koszęcina, a w 1952 r. miasto Lubliniec przekazało 1 242 ha swoich lasów. Po zamianie siedziby w roku 1961, nastąpiła również zmiana nazwy na Nadleśnictwo Lubliniec.
W dniu 1 października 1972 roku, w wyniku prowadzonej w Lasach Państwowych reorganizacji, do Nadleśnictwa Lubliniec przyłączono w całości byłe Nadleśnictwa Dobrodzień (7 078 ha), Kośmidry (5 768 ha) i Patoka (5 073 ha), wyłączono zaś cztery północno-wschodnie leśnictwa i włączono je do Nadleśnictwa Herby. W 1978 r. wybudowano nową siedzibę Nadleśnictwa przy ul. Myśliwskiej 1 w Lublińcu.
Kolejnymi polskimi nadleśniczymi Nadleśnictwa Lubliniec (Czarny Las) byli: Teodor Kałka (1922 r.), Jan Piper (1925 r.), Karol Siostrzonek (1926 r.), Bernard Kozak (1945 r.), Stefan Jurewicz (1949 r.), pełniący obowiązki nadleśniczego w okresie 1953–1955 r.: Stanisław Karolczyk, Zygmunt Bober, Henryk Mazan i inni, Bolesław Belof (1955 r.), Leszek Fucik (1958 r.), Kazimierz Walisko (1990 r.), Mirosław Brawer (1998 r.), pełniący obowiązki nadleśniczego Henryk Waga (2009 r.), Jurand Irlik (2010 r.) i Zbigniew Znojek (2015 r.).

## Warunki geograficzno-przyrodnicze
Nadleśnictwo Lubliniec położone jest w dwóch Krainach Przyrodniczo-Leśnych: Śląskiej i Małopolskiej, przynależąc do ich Dzielnic: Równiny Opolskiej i Wyżyny Woźnicko-Wieluńskiej. Obszar zasięgu terytorialnego nadleśnictwa rozciąga się przedziale wysokościowym od 210 m w obniżeniu rzeki Liswarty do 300 m n.p.m. koło miejscowości Lubsza. Rzeźba terenu została ukształtowana pod wpływem zlodowacenia środkowopolskiego o czym świadczy obecność piaszczystych gleb z różnym stopniem zbielicowania. Główne cechy klimatyczne to: średnia roczna temperatura wynosi 8,3 °C, roczna suma opadów wynosi 633 mm, długość okresu wegetacyjnego to około 215 dni. W zdecydowanej większości dominują tu siedliska borowe (87,3%), gdzie przeważającymi gatunkami są sosna zwyczajna (92,6%), brzoza brodawkowata (2,2%) i rodzime gatunki dębów (1,5%). Przeciętna zasobność drzewostanów wynosi 272 m³/ha, przeciętny wiek 64 lat, a przyrost średnioroczny 6,79 m³/ha.
Obszar Nadleśnictwa charakteryzuje się stosunkowo wysoką lesistością około 46% podczas gdy lesistość RDLP Katowice to ok. 34%. Terytorium, które obejmuje nadleśnictwo to ok. 520,68 km² (w tym 21 590,43 ha to obszar związany z gospodarką leśną), które obejmuje 13 leśnictw, które stanowią razem jeden obręb. Leśnictwa te to: Bór (1 512,43 ha), Ponoszów (1 690,73 ha), Ciasna (1 833,11 ha), Sieraków (2 007,74 ha), Brzezinki (1 861,75 ha), Rędziny (1 939,87 ha), Wystrzyca (1 284,27 ha), Łopian (1 763,14 ha), Lubliniec (1 612,41 ha), Łagiewniki (1 706,74 ha), Kokotek (1 811,01 ha), Solarnia (1 522,05 ha) i Koszwice (1 609,25 ha).
Drzewostany Nadleśnictwa Lubliniec przechodziły w historii przez wiele klęsk powodowanych głównie przez pożary (np. w 1786 r. spłonęło ok. 2 tys. ha, w 1921 r. – ok. 1 tys. ha, a w latach 1949, 1973 i 1983 – razem ok. 300 ha) i gradację szkodliwych owadów w szczególności osnui gwiaździstej (np. w okresie 1985–1987 r. ucierpiało ok. 7 tys. ha lasu). W przeciągu ostatnich 10 lat odnotowuje się również uszkodzenia na skutek wiatro- i śniegołomów, a także zaburzeń powodowanych przez grzyby pasożytnicze (Lophodermium seditiosum, Lophodermium pinastri, Melampsora pinitorqua, Hymenoscyphus fraxineus) i inne owady (smolik znaczony, szeliniak sosnowiec).

## Ochrona przyrody
Na terenie Nadleśnictwa Lubliniec funkcjonują następujące formy ochrony przyrody:
- 2 rezerwaty przyrody
  - Cisy koło Sierakowa w Leśnictwie Sieraków (8,05 ha) powołany w 1957 r.;
  - Łęg nad Młynówką w Leśnictwie Ponoszów (126,79 ha) powołany w 2007 r.
- 1 Parku Krajobrazowego Lasy nad Górną Liswartą obejmujący obszar 2 818,57 ha na terenie Leśnictw: Ponoszów i Ciasna.
- 1 obszar chronionego krajobrazu Lasy Stobrawsko – Turawskie w Leśnictwie Brzezinki (263,82 ha).
- 1 obszar Natura 2000 Łęgi w lasach na Liswartą w Leśnictwie Ponoszów (127,02 ha).
- 12 pomników przyrody ożywionej i nieożywionej
  - 10 drzew (6 dębów szypułkowych, 2 buki pospolite, 1 wiąz szypułkowy i 1 jesion wyniosły);
  - 1 grupa drzew (3 buki pospolite);
  - 1 głaz narzutowy w Leśnictwie Sieraków.
- 1 użytek ekologiczny Wydma Dziewcza Góra w Leśnictwach Kokotek, Solarnia i Lubliniec (37,74 ha).
- ochrona strefowa ptaków (bociana czarnego, bielika i włochatki).